# Flughafen Aalborg

i7
i11
i13
Der Flughafen Aalborg (dänisch Aalborg Lufthavn, IATA-Code: AAL, ICAO-Code: EKYT) ist der drittgrößte Flughafen in Dänemark und befindet sich 6,5 Kilometer nordwestlich des Stadtzentrums von Aalborg. Sein Passagieraufkommen lag 2016 bei 1,5 Millionen Fluggästen. Daneben nutzten die Königlich-Dänischen Luftstreitkräfte die Einrichtung unter der Bezeichnung Flyvestation Aalborg als Stützpunkt ihres Air Transport Wing, eines Lufttransportgeschwaders. Der Hauptsitz von North Flying befindet sich im North Flying Terminal am Flughafen, auch der Hauptsitz der 2018 gegründeten Great Dane Airlines befindet sich am Flughafen.

## Geschichte
Der Flughafen Aalborg wurde am 4. September 1936 eröffnet. Mit ihm sollte die Region Nordjütland eine Luftbrücke nach Kopenhagen erhalten. Es war die erste Inlandsverbindung Dänemarks. Ein One-Way-Ticket kostete damals 25 dänische Kronen. „I hundrede Minuter fra København til Aalborg.“ – In hundert Minuten von Kopenhagen nach Aalborg. Mit diesen Worten wurde die Route damals angepriesen. Heute dauert ein Flug nur noch 35 Minuten.
Kurz nach der Besetzung Dänemarks durch die deutsche Wehrmacht im Rahmen der Operation Weserübung im Frühjahr 1940 war „Aalborg-West“ ein wichtiger Zwischenstopp der Luftwaffe für Flüge an den norwegischen Kriegsschauplatz sowie der Luftschlacht um England. 
Aalborg-West wurde im Laufe des Krieges zusammen mit dem benachbarten Fliegerhorst Grove zu einem der am stärksten befestigten Flugplätze der Luftwaffe im besetzten Westeuropa ausgebaut. Zwischen November 1942 und Anfang Januar 1944 lag hier eine Staffel der IV. Gruppe des Nachtjagdgeschwaders 3 (IV./NJG 3), die anfangs mit Bf 110 und Do 217 ausgerüstet war, in Aalborg-West. Letztere wurde im Sommer 1943 durch Ju 88C ersetzt.
Seit 1946 wird der Flughafen von SAS angeflogen. Von 2006 bis in den Herbst 2008 gab es auch Verbindungen der Billigfluglinie Sterling.dk von Aalborg aus nach Kopenhagen und London-Gatwick. Mit der Insolvenz und Aufkauf durch Cimber Air ist die Route nach Paris aufgegeben worden.

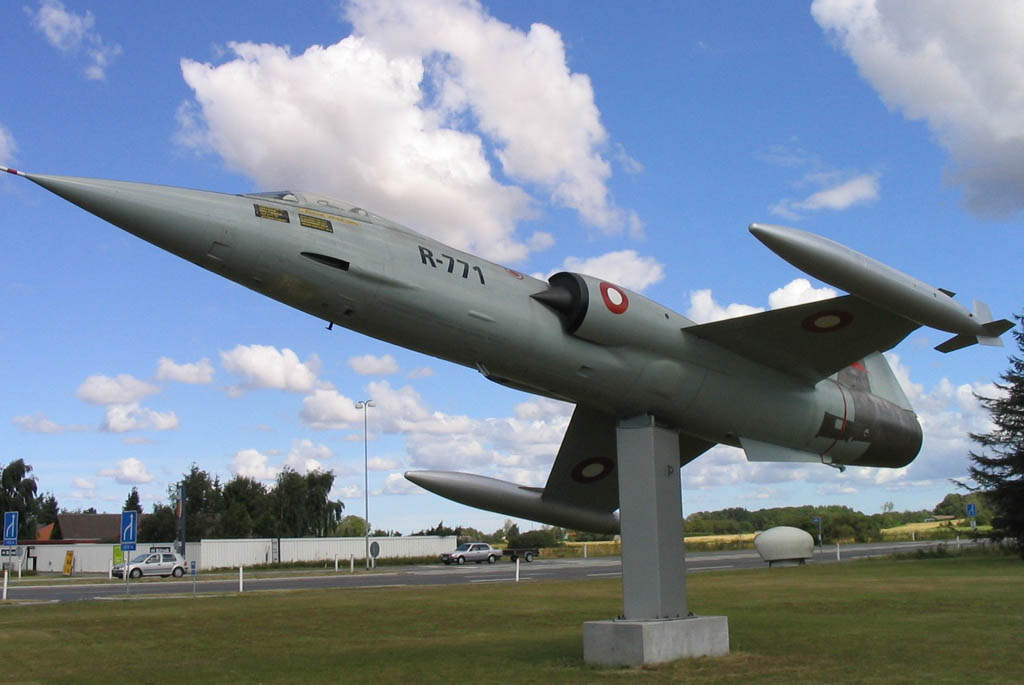
F-104 als Gate Guard, 2006

Die militärische Nutzung Aalborgs wurde nach Kriegsende fortgesetzt. Nach Beginn des Kalten Krieges verlegten zwei Kampfstaffeln, die 723. und 724. Eskadrille, aus Karup nach Aalborg und erhielten dabei Meteor NF.11 Nachtjäger. Letztere wurde bereits 1956 auf Hunter F.51 Tagjäger umgerüstet und setzte dieses Muster bis März 1974 ein. Erstere erhielt 1958 F-86D, die sie bis 1966 betrieb. Eine weitere Staffel, die 726., deren F-86D seit 1958 ebenfalls in Aalborg lagen, erhielt 1964 die überschallschnelle F-104, während bei der 723. die Einführung des „Starfighters“ im September 1965 erfolgte. Die Dänen flogen die Versionen F-104G, TF-104G und ab 1971 auch einige CF-104D. Die Umrüstung auf die heute nur noch in Skrydstrup geflogene F-16A/B begann 1983 bei der 723. und drei Jahre später bei der 726. Eskadrille. Im Zuge von zwei weiteren Verkleinerungswellen der Flyvevåbnet nach dem Ende des Kalten Krieges wurden die Aalborger Staffeln im Januar 2001 und Ende 2005 aufgelöst und die permanente Kampfflugzeug-Stationierung endete damit in Aalborg. Seit 2004 dient der militärische Bereich des Flughafens nunmehr als Transportfliegerbasis.

## Standort
Der Flughafen Aalborg liegt westlich von Nørresundby und südöstlich von Aabybro, direkt an der Primærrute 55, welche von Aalborg nach Hirtshals verläuft. Die nächstgelegene Autobahnausfahrt ist die Ausfahrt Nummer 22 der Europastraße 45. Der Flughafen ist ebenfalls ein Stützpunkt der Königlich-Dänischen Luftwaffe.
Der Flughafen ist an das Stadt- und Regionalbusnetz von Aalborg sowie durch die im Dezember 2020 eröffnete Flughafenbahn Aalborg an das dänische Eisenbahnnetz angeschlossen.

## Militärische Nutzung
Die Flyvestation Aalborg wurde nach Schließung der Basis Værløse am 1. April 2004 die Basis der dänischen Transportflugzeuge, zurzeit (Stand 2016) ist die Eskadrille 721, bestehend aus je einem Schwarm C-130J-30 Hercules und Bombardier Challenger 604 (MPA), auf dem Flugplatz stationiert, zusätzlich auch einige Saab Safari, als T-17 bezeichnet.
Die dänische Luftwaffe nutzt den Standort weiterhin für operative Aufgaben, wie auch die Verschiebung der großen dänischen Flugschau auf 2025 zeigt, da der Fokus auf der Einsatzbereitschaft und den militärischen Aufgaben liegt.

## Zivile Nutzung

### Verkehrszahlen
| Jahr | Passagiere | Fracht in t | Flugbewegungen |
| ---- | ---------- | ----------- | -------------- |
| 2000 | 720.410    |             |                |
| 2001 | 699.116    | 646         | 20.144         |
| 2002 | 663.226    | 1.199       | 21.948         |
| 2003 | 614.776    | 1.229       | 21.822         |
| 2004 | 643.970    | 563         | 22.450         |
| 2005 | 682.020    | 459         | 21.112         |
| 2006 | 788.338    | 1.163       | 21.703         |
| 2007 | 992.674    | 1.358       | 22.771         |
| 2008 | 1.045.478  | 1.389       | 22.565         |
| 2009 | 1.124.032  | 1.330       | 22.992         |
| 2010 | 1.343.184  | 364         | 26.163         |
| 2011 | 1.392.139  | 32          | 25.733         |
| 2012 | 1.327.945  | 96          | 23.750         |
| 2013 | 1.422.289  | 32          | 24.810         |
| 2014 | 1.409.867  | 16          | 23.642         |
| 2015 | 1.456.496  | 8           | 25.211         |
| 2016 | 1.520.987  | 10          | 23.448         |
| 2017 | 1.521.658  | 0           | 23.178         |
| 2018 | 1.609.965  | 0           | 23.112         |
| 2019 | 1.462.507  | 0           | 23.766         |
| 2020 | 512.500    | 0           | 16.508         |
| 2021 | 775.789    | 0           | 19.010         |
| 2022 | 1.357.873  | 0           | 22.648         |
| 2023 | 1.423.024  | 19          | 20.968         |
| 2024 | 1.448.371  | 29          | 20.223         |

## Zwischenfälle
Am 9. September 2007 musste eine De Havilland DHC-8-400 der Fluggesellschaft SAS, die von Kopenhagen aus nach Aalborg gestartet war, notlanden. Das rechte Fahrwerk, welches zwar ausgefahren werden konnte, aber aus bisher ungeklärten Gründen nicht belastbar war, brach unter dem Gewicht des Flugzeugs zusammen. Dies hatte zur Folge, dass das rechte Triebwerk der Maschine mit voller Wucht auf der Landebahn 26R aufschlug und der Propeller dabei völlig zerstört wurde. Einer der Propellerflügel bohrte sich in die Flugzeugkabine und verletzte einen Passagier schwer, außerdem gab es elf Leichtverletzte. Nach weiteren Unfällen mit diesem Flugzeugtyp entschied SAS am 28. Oktober 2007, alle Flugzeuge dieses Typs unbefristet stillzulegen, von denen die Fluggesellschaft 22 Stück besaß. Danach wurde die Route Kopenhagen-Aalborg mit anderen Flugzeugen der SAS-Flotte bedient.